# Liste der Präsidenten der Royal Society
Der Präsident der Royal Society (PRS) ist das gewählte Oberhaupt der Royal Society in London. Gegenwärtiger Präsident (Stand 2021) ist Sir Adrian Smith.
Die Position wird einem Mitglied der wissenschaftlichen Gemeinschaft des britischen Commonwealth auf die Dauer von fünf Jahren zuerkannt. Sie ist eine der höchsten Auszeichnungen, mit der ein Wissenschaftler ausgezeichnet werden kann. Die Amtsübernahme der Präsidenten erfolgt jeweils an einem Werktag um den 30. November, dem Jahrestag der Royal Society.

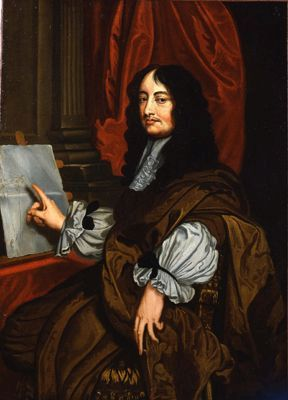
William Brouncker

## Liste

### 17. Jahrhundert
- 1662–1677 William Brouncker, 2. Viscount Brouncker
- 1677–1680 Sir Joseph Williamson
- 1680–1682 Sir Christopher Wren
- 1682–1683 Sir John Hoskyns, 2. Baronet
- 1683–1684 Sir Cyril Wyche
- 1684–1686 Samuel Pepys
- 1686–1689 John Vaughan, 3. Earl of Carbery
- 1689–1690 Thomas Herbert, 8. Earl of Pembroke
- 1690–1695 Sir Robert Southwell (1635–1702)
- 1695–1698 Charles Montagu, 1. Earl of Halifax

### 18. Jahrhundert
- 1698–1703 John Somers, 1. Baron Somers
- 1703–1727 Sir Isaac Newton
- 1727–1741 Sir Hans Sloane, Baronet
- 1741–1752 Martin Folkes
- 1752–1764 George Parker, 2. Earl of Macclesfield
- 1764–1768 James Douglas, 14. Earl of Morton
- 1768–1768 Sir James Burrow
- 1768–1772 James West (1703–1772)
- 1772–1772 Sir James Burrow
- 1772–1778 Sir John Pringle, Baronet

### 19. Jahrhundert
- 1778–1820 Sir Joseph Banks, Baronet
- 1820–1820 William Hyde Wollaston
- 1820–1827 Sir Humphry Davy, Baronet
- 1827–1830 Davies Gilbert
- 1830–1838 Prince Augustus Frederick, Duke of Sussex
- 1838–1848 Spencer Compton, 2. Marquess of Northampton
- 1848–1854 William Parsons, 3. Earl of Rosse
- 1854–1858 John Wrottesley, 2. Baron Wrottesley
- 1858–1861 Sir Benjamin Collins Brodle, 1. Baronet
- 1861–1871 Sir Edward Sabine
- 1871–1873 Sir George Biddell Airy
- 1873–1878 Joseph Dalton Hooker
- 1878–1883 William Spottiswoode
- 1883–1885 Thomas Henry Huxley
- 1885–1890 Sir George Gabriel Stokes, 1. Baronet
- 1890–1895 William Thomson, 1. Baron Kelvin
- 1895–1900 Joseph Lister, 1. Baron Lister

### 20. Jahrhundert
- 1900–1905 Sir William Huggins
- 1905–1908 John Strutt, 3. Baron Rayleigh
- 1908–1913 Sir Archibald Geikie
- 1913–1915 Sir William Crookes
- 1915–1920 Sir Joseph John Thomson
- 1920–1925 Sir Charles Scott Sherrington
- 1925–1930 Ernest Rutherford, 1. Baron Rutherford of Nelson
- 1930–1935 Sir Frederick Gowland Hopkins
- 1935–1940 Sir William Henry Bragg
- 1940–1945 Sir Henry Hallett Dale
- 1945–1950 Sir Robert Robinson
- 1950–1955 Edgar Adrian, 1. Baron Adrian
- 1955–1960 Sir Cyril Hinshelwood
- 1960–1965 Howard Florey, Baron Florey
- 1965–1970 Patrick Blackett, Baron Blackett
- 1970–1975 Sir Alan Lloyd Hodgkin
- 1975–1980 Alexander Todd, Baron Todd of Trumpington
- 1980–1985 Sir Andrew Fielding Huxley
- 1985–1990 George Porter, Baron Porter of Luddenham
- 1990–1995 Sir Michael Atiyah
- 1995–2000 Sir Aaron Klug

### 21. Jahrhundert
- 2000–2005 Robert May, Baron May of Oxford
- 2005–2010 Martin Rees, Baron Rees of Ludlow
- 2010–2015 Sir Paul Nurse
- 2015–2020 Venkatraman Ramakrishnan
- seit 2020 Sir Adrian Smith